# Hermann Brandt (Gewerkschafter)

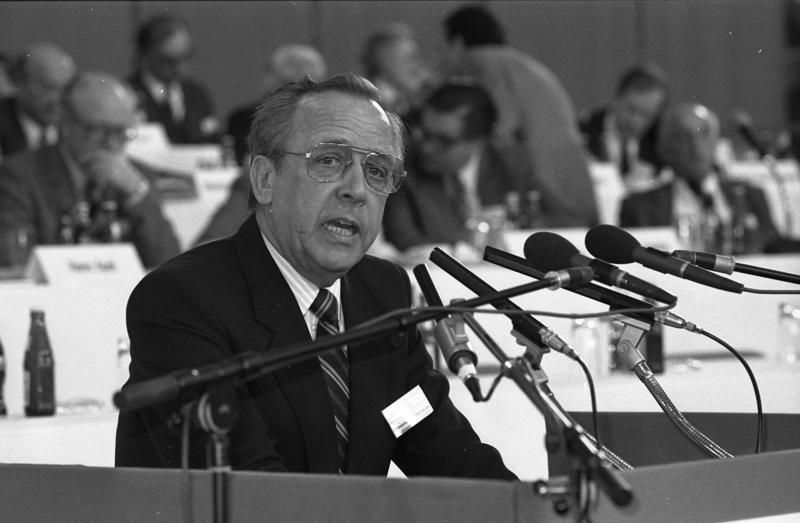
Hermann Brandt, 1982

Hermann Brandt (* 2. August 1922 in Bremen; † 28. Januar 2018 in Hamburg) war von 1967 bis 1987 Vorstandsvorsitzender der Deutschen Angestellten-Gewerkschaft (DAG).

## Leben
Hermann Brandt absolvierte von 1938 bis 1941 eine kaufmännische Lehre bei einer Übersee-Spedition. Er wurde im Zweiten Weltkrieg (1941–45) zur Marine eingezogen, geriet in Kriegsgefangenschaft und schloss sich nach seiner Rückkehr – als bremischer Finanzangestellter 1949 der neugegründeten Deutschen Angestellten Gewerkschaft (DAG) und der Sozialdemokratischen Partei Deutschlands (SPD) an.
Hermann Brandt absolvierte den zweiten Nachkriegslehrgang der Akademie der Arbeit in Frankfurt/Main und wurde 1949 als 27-jähriger Geschäftsführer der DAG in Bremen.
Von Oktober 1956 an bis zu seiner Berufung nach Hamburg leitete er dann die Abteilungen 'Kaufmännische Angestellte' sowie 'Tarifpolitik' in der niedersächsischen Landesverbandsleitung der DAG in Hannover.
1960 wurde er auf dem Bundeskongress in Karlsruhe in den DAG-Vorstand gewählt. Spezialisiert auf dem Gebiet der Tarifpolitik, wurde Hermann Brandt Leiter der Abteilung 'Tarif- und Schlichtungswesen' beim damaligen DAG-Hauptvorstand. 1964 wurde er Stellvertreter des Bundesvorsitzenden Rolf Spaethen und Leiter der Hauptabteilung 'Tarifpolitik'. In den Tarifauseinandersetzungen erwies sich Brandt als fairer und sachkundiger Verhandlungspartner.
Der 9. Bundeskongress der DAG im Oktober 1967 in Berlin wählte Hermann Brandt mit 219 der insgesamt 254 Stimmen als Nachfolger Rolf Spaethens zum Vorsitzenden.
In die langjährige Amtszeit von Hermann Brandt als Vorsitzender der DAG fiel unter anderem das 1971 verabschiedete 'Programm zur Gesellschaftspolitik', in dem die DAG die qualifizierte Mitbestimmung in der Unternehmensverfassung, die flexible Altersgrenze, eine Reform der Bildungspolitik, Vermögensbildung für den Arbeitnehmer, Arbeitszeitverkürzung, ein verbessertes Boden- und Mietrecht und Einschränkung der Pressekonzentration forderte.
Vom 18. Mai 1978 bis zum 18. Mai 1983 war Brandt Mitglied im Aufsichtsrat der Deutschen Bank.